# Неуротрансмитер
Синаптички трансмитери су супстанце које регулишу преношење електричних сигнала између самих нервних ћелија, као и између нервних ћелија и ефекторских ћелија. Постоје две групе ових трансмитера: неуротрансмитери и неуропептиди.
Неуротрансмитери су синаптички трансмитери мале молекулске масе који брзо делују. Они се синтетишу директно у нервном завршетку (синаптички завршетак) и складиште у синаптичким везикулама.
Неуропептиди су хемијске супстанце веће молекулске масе, које делују спорије, али изазивају дуготрајне промене у нервном систему. Они се не синтетишу у пресинаптичком завршетку, већ у телу неурона и активно се транспортују дуж аксона до нервног завршетка.

## Неуротрансмитери

### Синтеза
Неуротрансмитери се синтетишу у нервним завршецима. Нервни завршеци располажу разним ензимским системима помоћу којих се из полазних супстанци као нпр. тирозин, глицин, холин,... синтетишу неуротрансмитери. Они се после синтезе транспортују и складиште у синаптичке везикуле. Овај транспорт омогућавају транспортни протеини везикуле. У мембрани везикуле се налази водонична пумпа, која активно упумпава јоне водоника у њену унутрашњост услед чега она постаје позитивно наелектрисана. Градијент водоничних јона покреће транспорт неуротрансмитера уз помоћ транспортних протеина. Постоји више врста транспортера за различите неуротрансмитере. Најпознатији је транспортер за допамин, серотонин, норадреналин, адреналин и хистамин (исти транспортер за све ове супстанце). У терапији се раније користила супстанца ресерпин која блокира овај транспортер.

### Секреција
Нервни импулс који доспе до краја нервног влакна изазива промену његовог мембранског потенцијала. Услед раста потенцијала отварају се калцијумски канали и јони калцијума улазе у пресинаптички завршетак. Ти калцијумски канали су Н и П типа. Постоје још и калцијумски канали типа Л, који су смештени у срцу и глатким мишићима. То је битно јер неки медикаменти блокирају само одређени тип калцијумских канала (нпр. само Л тип). Улазак калцијума изазива кретање везикула ка ћелијској мембрани и ослобађање неуротрансмитера путем егзоцитозе. Егзоцитоза је поред складиштења неуротрансмитера важна функција везикула. У овом процесу активирају се разни протеини који усмеравају везикуле до ћелијске мембране. Неки од њих су синаптотагмин (synaptotagmin), синаптобревин (synaptobrevin), синтаксин (syntaxin) и СНАП-25 (SNAP-25). Токсини неких бактерија: клостридијум ботулинум (Clostridium botulinum), чији токсин ботулинустоксин изазива ботулизам и клостридијум тетани (Clostridium tetani), чији токсин тетанус токсин изазива тетанус блокирају процес секреције неких неуротрансмитера (пре свега ацетилхолина (ботулинустоксин), ГАБА и глицина (тетанус токсин)) тако што разлажу горе споменуте протеине егзоцитозе.
Када везикуле испразне свој садржај оне се на кратко спајају са ћелијском мембраном. После пар секунди се од ње одвајају и враћају у нервне завршетке, где поново складиште нове неуротрансмитере.

### Дејство
Неуротрансмитери дифундују кроз синаптичу пукотину и везују се за постсинаптичке рецепторе. Постоје две класе рецептора: јонски канали (јонотропни рецептори) и рецептори везани за систем секундарног гласника (нпр. Г-протеин рецептори). Везивањем неуротрансмитера за постсинаптичке рецепторе постижу се следеђе промене.
1. Отварање специфичних јонских канала.
2. Активација цикличног аденозин монофосфата (цАМП) или цикличног гуанозин монофосфата (цГМП). Ове супстанце доводе до даљих промена
3. Активација једног или више интрацелуларних ензима.
4. Активација транскрипције гена. Транскрипција доводи до синтезе нових протеина у ћелији, што изазива промену структуре, функције и метаболизма ћелије.

### Судбина неуротрансмитера
Неуротрансмитери су активни само кратко време, у питању су милисекунде, а онда бивају уклоњени различитим механизмима.
- Пошто се секретују у врло ниској концентрацији они дифундују у околну интерстицијалну течност где се разблажују и губе своје дејство.
- У интерсицијалној течности синаптичке пукотине налазе се се бројни ензими који могу разградити неуротрансмитере. Тако нпр. ензим ацетилхолин естераза разграђује овај неуротрансмитер. Неки бојни отрови, пестициди и лекови управо инхибишу овај ензим чиме се дејство ацетилхолина продужава.
- Неки неуротрансмитери нпр. адреналин, серотонин... бивају ресорбовани у пресинаптичку мембрану уз помођ транспортних протеина. Ресорбовани неуротрансмитер се тада може разградити у пресинаптичком неурону или једноставно транспортовати у везикуле и поново искористити.

## Врсте неуротрансмитера
- I група

Ацетилхолин
- II група: амини

Норадреналин
Адреналин
Допамин
Серотонин
Хистамин
- III група: аминокиселине

Гама-аминобутерна киселина (ГАБА)
Глицин
Глутамат
Аспартат
- IV група:

азот-моноксид

## Котрансмисија
Многи неурони у нервном систему не секретују само једну врсту неуротрансмитера, већ више њих. Тако на пример неки неурони који секретују ацетилхолин секретују заједно са њим и вазоактивни инстестинални пептид (ВИП). Претпоставља се да ВИП потпомаже дејство ацетилхолина.
Такође и многи постсинаптички неурони који секретују норадреналин заједно са њим секретују и неуропептид Y.
Улога котрансмисије није у потпуности јасна.